# Сенад Башић
Сенад Башић (Требиње, 26. август 1962) је босанскохерцеговачки глумац.

## Биографија
У Сарајеву је завршио гимназију (1981) и дипломирао глуму на Академији сценских умјетности (1987), гдје је биран за асистента (1992), вишег асистента (1997), доцента (2004), ванредног (2007) и редовног професора (2013). Дебитовао је 1983. на Дубровачким љетним играма, улогом Хамлета у представи Хамлет Луиса Буњуела. Био је члан Камерног театра 55 (1987- 2004). Остварио је више од 80 позоришних, филмских и телевизијских улога. Добитник је награда: "Најбољи млади глумац" на Фестивалу професионалних казалишта у Јајцу (1989), "Мала лиска" (2004) и "Велика лиска" (2016), у склопу Фестивала комедије БиХ "Мостарска лиска ", те "Др Разија Лагумџија" за педагошки и умјетнички рад у школској 2011/12. години.

## Филмографија
| Год.      | Назив                         | Улога                           |
| --------- | ----------------------------- | ------------------------------- |
| 1985      | Аудиција                      | Марко Краљевић (Мајко Кјајевић) |
| 1985      | И то ће проћи                 | Филип                           |
| 1986.     | Знак (ТВ серија)              |                                 |
| 1986.     | Мак и Жак (ТВ серија)         |                                 |
| 1987      | Златна јабука и девет пауница | средњи царевић                  |
| 1988      | Византија                     |                                 |
| 1988      | Забавни уторак                |                                 |
| 1988.     | Загубљен говор (ТВ серија)    | /                               |
| 1988      | Азра                          | Зијо                            |
| 1989      | Хајде да се волимо 2          | Ватрогасац                      |
| 1990      |                               | Богдан Жерајић                  |
| 1991      | Мој брат Алекса               | Освалд                          |
| 1991      | Празник у Сарајеву            | Детектив                        |
| 1991      | Дјелидба                      | Суљо Сејдић                     |
| 1994      | Руско примирје                |                                 |
| 1997      | Савршен круг                  | Стражар                         |
| 1997      | Добро дошли у Сарајево        | Шверцер                         |
| 2003      | Љето у златној долини         | Испијени                        |
| 2003      | Гори ватра                    | Велија                          |
| 2003      |                               | Бато                            |
| 2006      | Нафака                        |                                 |
| 2006      |                               | Самир                           |
| 2007      | Тешко је бити фин             | Бато                            |
| 2007      |                               | Изет                            |
| 2007      | Армин                         | Комшија                         |
| 2007      | Код амиџе Идриза              | Фуке                            |
| 2007—2016 | Луд, збуњен, нормалан         | Фарук Фазлиновић                |
| 2008      | Турнеја                       | Генерал                         |
| 2018      | Глумим јесам                  | Директор                        |
| 2020      | Summer Dew (2020)             | Саша                            |
| 2022      | Празник празнине              | Садo                            |
| 2023      | Босански лонац                | Фарук                           |